# Juan Duarte Cuadrado
Juan Duarte Cuadrado (Madrid, 1967) es un diplomático español. Es Embajador de España en  México (desde 2022).

## Carrera diplomática
Nació en Madrid. Tras licenciarse en Derecho en la Universidad CEU San Pablo, ingresó en la Escuela Diplomática (1994).
Ha estado destinado en las embajadas de España en Adís Abeba (Etiopía), Bratislava (Eslovaquia), Bogotá (Colombia), Buenos Aires (Argentina) y Londres (Reino Unido), donde fue el responsable del seguimiento al proceso del Brexit; y ha sido cónsul de España en París.
En Madrid, fue jefe del Área de Programas y Convenios Culturales en la Secretaría de Estado para la Cooperación y para Iberoamérica; y director de la Oficina de Derechos Humanos del Ministerio de Asuntos Exteriores y de Cooperación.
Fue nombrado Embajador de España en México en 2022.